# Hörlitz

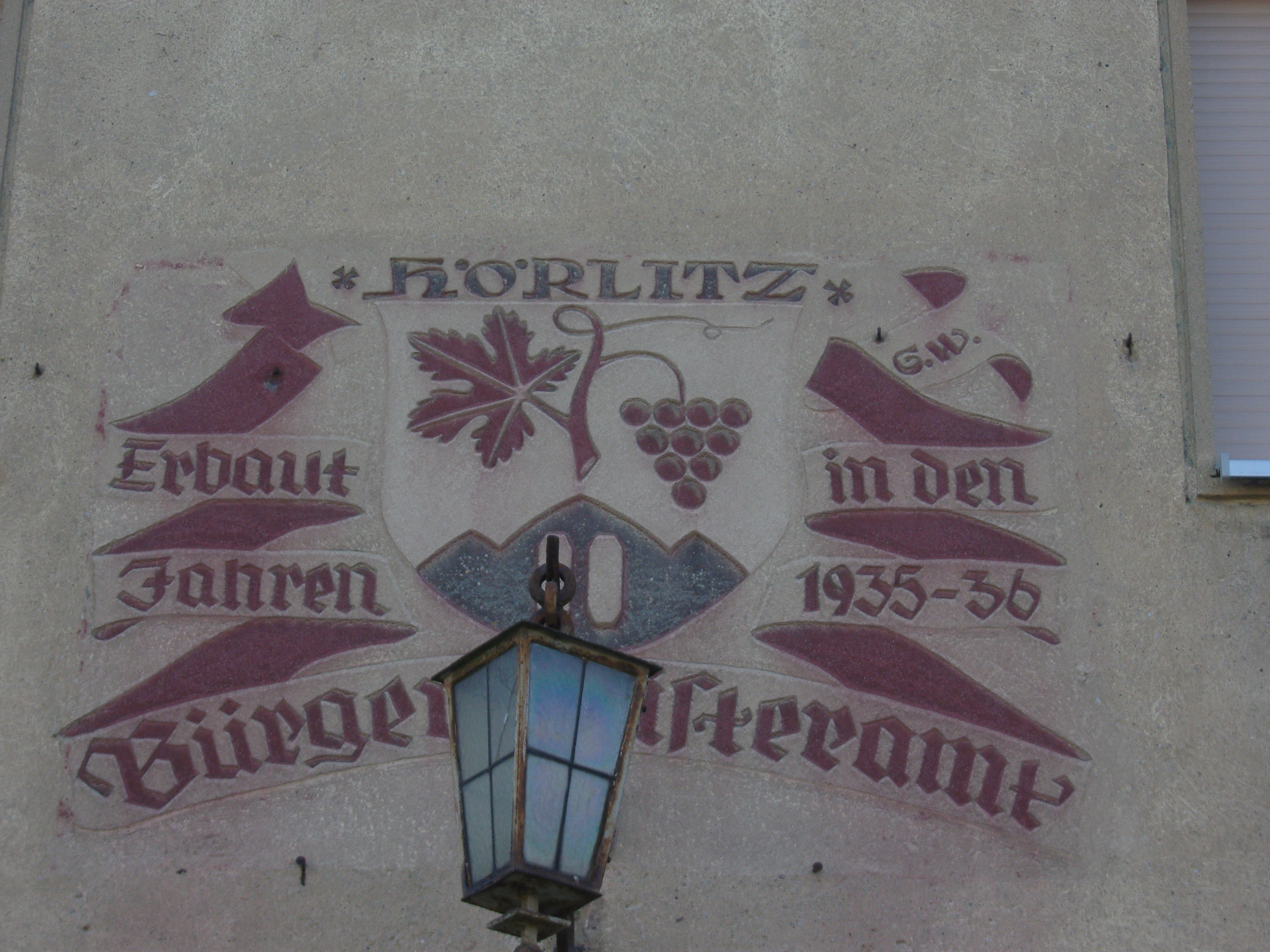
Ehemaliges Hörlitzer Wappen am Bürgermeisterhaus

Hörlitz, Messtischblatt 1925

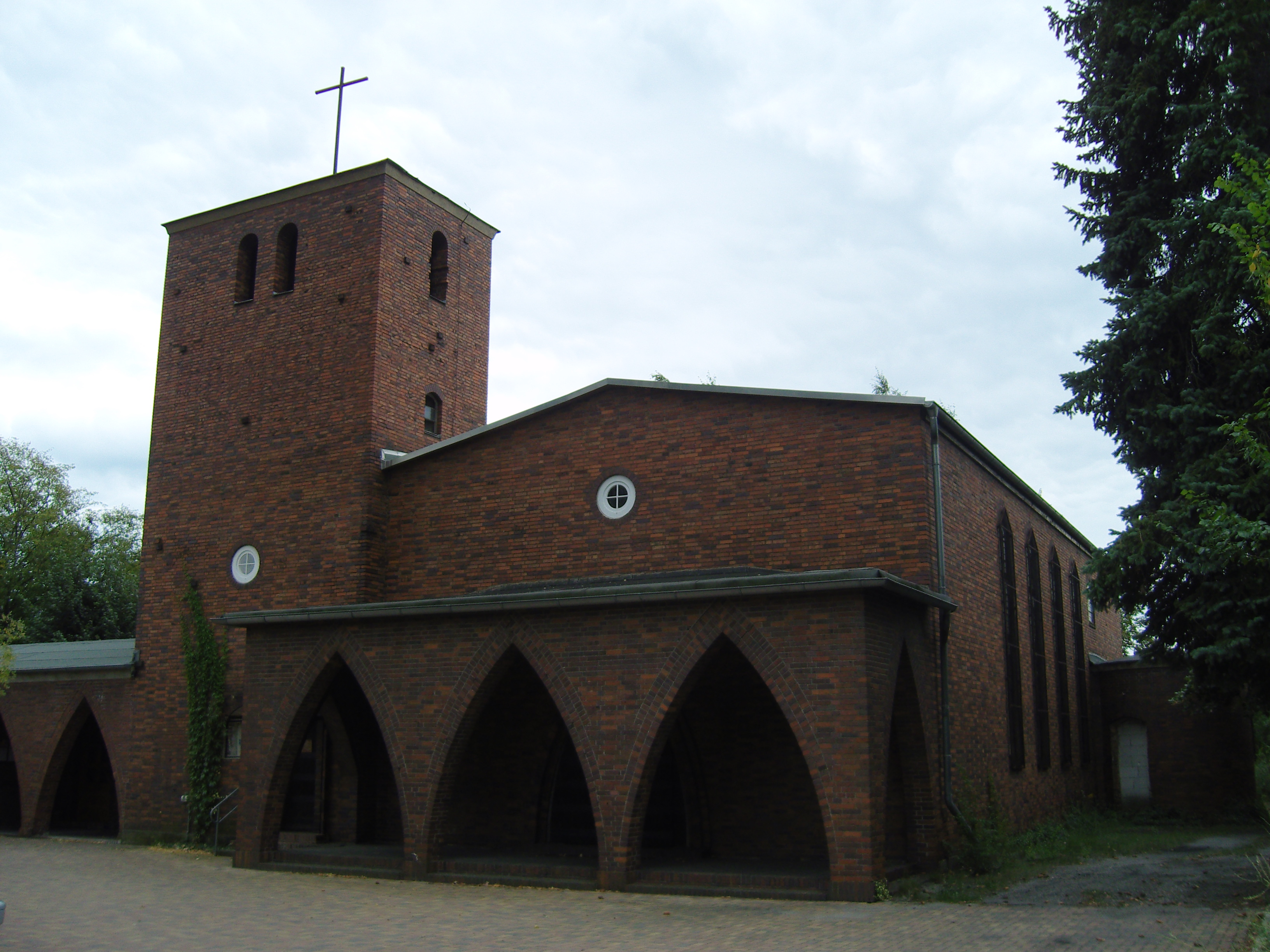
Heilandskirche

Hörlitz (sorbisch: Wórlica, von 1974 bis 1990 Senftenberg-West) ist ein Ort im südbrandenburgischen Landkreis Oberspreewald-Lausitz und ein Teil der Gemeinde Schipkau. Ortsvorstehender ist seit Mai 2019 Thomas Nützsche. Hörlitz liegt westlich der Stadt Senftenberg in der Niederlausitz. Das ursprüngliche Hörlitz, rund anderthalb Kilometer südlich der heutigen Ortslage, wurde im Zuge des Braunkohleabbaus devastiert, das heutige Hörlitz entstand aus einer Arbeitersiedlung für die Grube Elisabethsglück und die dort angesiedelten Brikettfabriken.

## Lage
Hörlitz liegt im Süden der Niederlausitz, rund vier Kilometer westnordwestlich des Stadtzentrums von Senftenberg. Umliegende Ortschaften sind Meuro im Norden, Senftenberg im Osten, Brieske im Südosten, Krügers Mühle und Schipkau im Südwesten, Staudemühle und die Treuhandsiedlung im Westen und Klettwitz im Nordwesten.

## Geschichte

### Mittelalter und Frühe Neuzeit
Hörlitz wurde im Jahr 1447 erstmals urkundlich erwähnt. Der Ortsname ist vom sorbischen Wort „hodlaŕ“ für „Adler“ abgeleitet. Land- und Teichwirtschaft sowie der Weinanbau in der Hörlitzer Flur, einem eiszeitlich entstandenen Höhenzug nördlich des Urstromtals der Schwarzen Elster, waren die Haupterwerbsquelle der überwiegend sorbischen Bewohner. Hörlitz gehörte zum sächsischen Amt Senftenberg, für die Bewohner bestand Mahlzwang an der Amtsmühle des Amtes in Senftenberg.
Während des Siebenjährigen Krieges 1756 bezog Friedrich II. Quartier in Hörlitz.

### Devastierung
Im Jahre 1867 wurde bei Senftenberg der erste Braunkohlentagebau in Betrieb genommen. In der Folge entstanden weitere Tagebaue und Brikettfabriken in der Nähe des Ortes.
Ab 1935 wurde der alte Ort Hörlitz durch den Tagebau Marga der Ilse Bergbau AG von Brieske her kommend überbaggert. 500 Einwohner wurden umgesiedelt. Bereits zuvor war in der Hörlitzer Flur im Umfeld der Brikettfabriken „Meurostolln“ und „Senftenberger Stadtgrube“ eine neue Siedlung entstanden. Diese Streusiedlung wuchs durch Umsiedlungen aus dem alten Hörlitz und wurde so zum heutigen Ort Hörlitz (früher Paradies). Ab 1958 kam es zu einer erneuten Umsiedlung der Anwohner. Der Aufschluss des neuen Tagebaus Meuro begann direkt am Rande des Ortes. 400 Einwohner mussten umgesiedelt werden.
Am 1. Januar 1974 wurde Hörlitz nach Senftenberg eingemeindet. Am 6. Mai 1990 erfolgte die Ausgliederung aus Senftenberg. Zum 31. Dezember 2001 schloss sich Hörlitz mit den Orten Annahütte, Meuro, Schipkau, Drochow und Klettwitz zur neuen Gemeinde Schipkau zusammen.

### Einwohnerentwicklung
| Einwohnerentwicklung in Hörlitz von 1875 bis 2000 | Einwohnerentwicklung in Hörlitz von 1875 bis 2000 | Einwohnerentwicklung in Hörlitz von 1875 bis 2000 | Einwohnerentwicklung in Hörlitz von 1875 bis 2000 | Einwohnerentwicklung in Hörlitz von 1875 bis 2000 | Einwohnerentwicklung in Hörlitz von 1875 bis 2000 | Einwohnerentwicklung in Hörlitz von 1875 bis 2000 | Einwohnerentwicklung in Hörlitz von 1875 bis 2000 | Einwohnerentwicklung in Hörlitz von 1875 bis 2000 | Einwohnerentwicklung in Hörlitz von 1875 bis 2000 | Einwohnerentwicklung in Hörlitz von 1875 bis 2000 | Einwohnerentwicklung in Hörlitz von 1875 bis 2000 |
| Jahr                                              | Einwohner                                         | Jahr                                              | Einwohner                                         | Jahr                                              | Einwohner                                         | Jahr                                              | Einwohner                                         | Jahr                                              | Einwohner                                         | Jahr                                              | Einwohner                                         |
| ------------------------------------------------- | ------------------------------------------------- | ------------------------------------------------- | ------------------------------------------------- | ------------------------------------------------- | ------------------------------------------------- | ------------------------------------------------- | ------------------------------------------------- | ------------------------------------------------- | ------------------------------------------------- | ------------------------------------------------- | ------------------------------------------------- |
| 1875                                              | 318                                               | 1890                                              | 539                                               | 1910                                              | 1413                                              | 1925                                              | 1925                                              | 1933                                              | 1877                                              | 1939                                              | 1704                                              |
| 1946                                              | 1433                                              | 1950                                              | 1373                                              | 1964                                              | 855                                               | 1971                                              | 800                                               | 1981                                              | -                                                 | 1985                                              | -                                                 |
| 1989                                              | -                                                 | 1990                                              | 1055                                              | 1991                                              | 1026                                              | 1992                                              | 989                                               | 1993                                              | 980                                               | 1994                                              | 999                                               |
| 1995                                              | 1013                                              | 1996                                              | 1020                                              | 1997                                              | 1058                                              | 1998                                              | 1081                                              | 1999                                              | 1111                                              | 2000                                              | 1114                                              |

Im Jahr 1880 waren 71,8 Prozent der Einwohner Sorben.

### Wappen
Nach dem Zusammenschluss mit den benachbarten Orten führt Hörlitz kein eigenes Wappen. Das alte Hörlitzer Wappen stellte eine Weinrebe mit Weintraube auf einem Weinberg dar.

## Kultur und Sehenswürdigkeiten

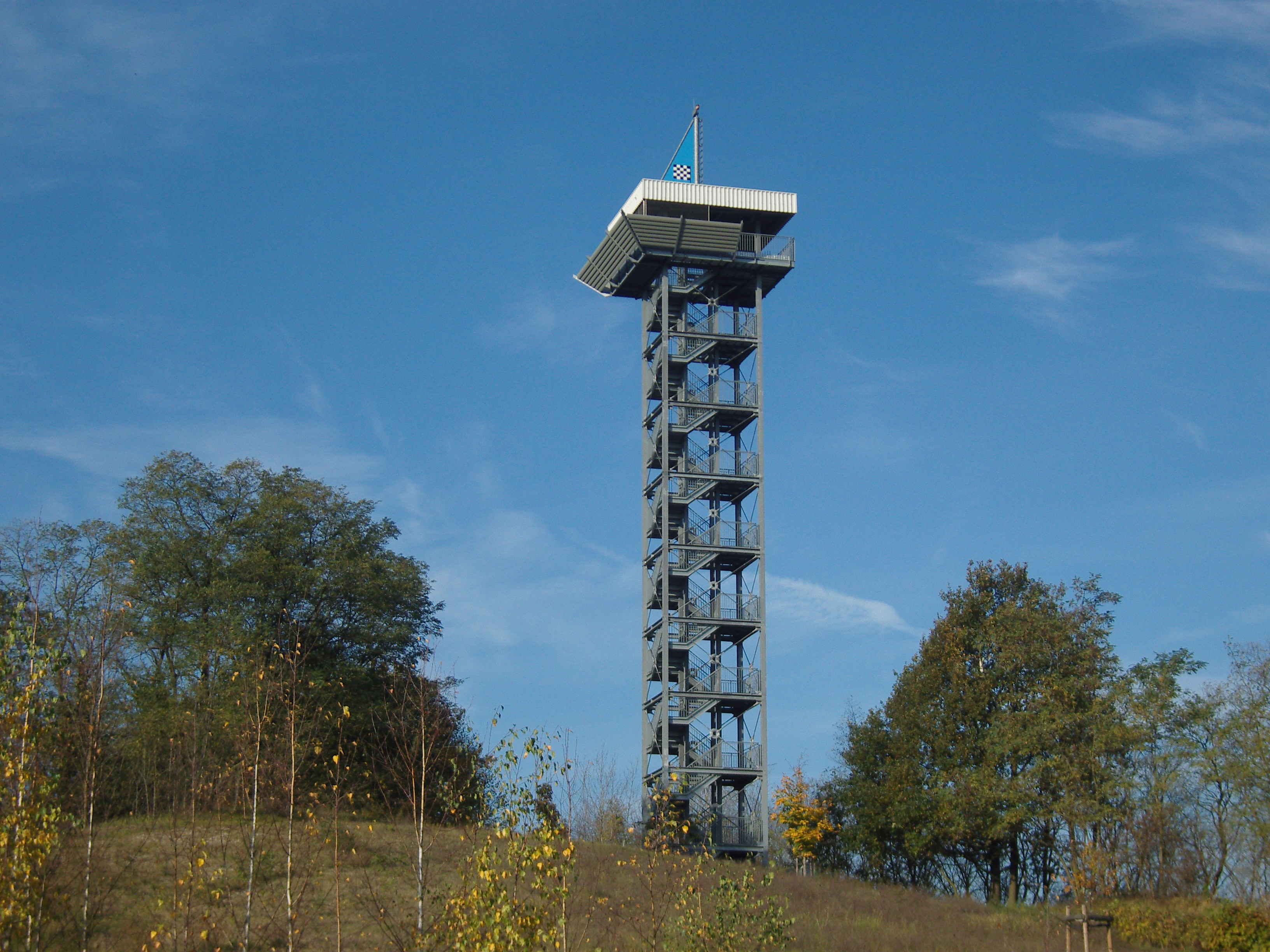
Aussichtsturm Hörlitz

Auf dem Gelände des Tagebau Meuro erstreckt sich heute der EuroSpeedway Lausitz. In der Gemarkung der Gemeinde befindet sich die Skihalle Snowtropolis. Die Skihalle ist jedoch nur von Senftenberg aus zu erreichen.
In Hörlitz gibt es direkt an der ehemaligen Tagebaukante den Aussichtspunkt Meurostolln. Hier befindet sich das Eingangstor zum damaligen Stollen, sowie der im Jahr 2004 errichtete, 33,5 Meter hohe Aussichtsturm Hörlitz. Die Aussichtsplattform in 27 Metern Höhe gewährt einen Ausblick über das Gebiet des ehemaligen Tagebaus Meuro, über den benachbarten Eurospeedway Lausitz, sowie teilweise bis ins sächsische Bergland.
Der Eingang zum Meurostolln gehört genauso wie die beiden Kirchen, die Heilandskirche und die St.-Barbara-Kirche, zu den Baudenkmalen in der Gemeinde Schipkau. In der Otto-Müller-Straße erinnert seit dem 10. Juli 2007 ein Stolperstein an Otto Müller.
In Hörlitz werden seit 2005 Filme vom Unternehmen Gute Laune Films produziert. Der Hörlitzer Fußballverein FSV Empor Hörlitz e. V. wurde im Jahr 1962 als BSG Empor Hörlitz gegründet.

## Infrastruktur
Das Gelände der Ostfeldkippe wird derzeit für rund 2,2 Millionen Euro eine Mülldeponie mit einem Fassungsvermögen von 150.000 Kubikmetern errichtet. Hauptlieferant an Müll wird die mechanisch-biologische Abfallsortieranlage in Freienhufen bei Großräschen sein.
Hörlitz liegt an der Bundesstraße 169 und an der Landesstraße 60. Die Anschlussstelle Klettwitz an der Bundesautobahn 13 (Berlin–Dresden) ist fünfeinhalb Kilometer entfernt.